# Železniční trať Biel – La Chaux-de-Fonds
Železniční trať Biel – La Chaux-de-Fonds je železniční trať ve Švýcarsku. Vede z města Biel pohořím Jura a údolím Vallon de Saint-Imier do La Chaux-de-Fonds.
Trať je od roku 1903 ve vlastnictví Švýcarských spolkových drah (SBB).

## Historie

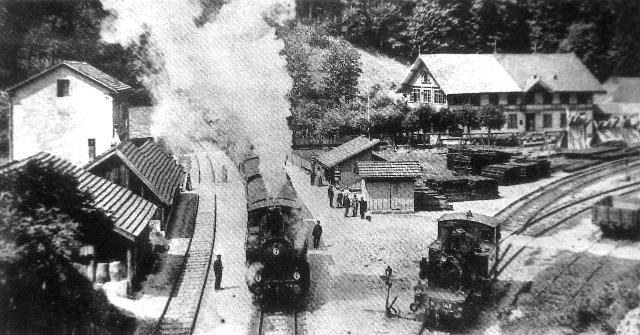
Stanice Les Convers v původní podobě (1885)

42 kilometrů dlouhá trať z Bielu přes Sonceboz-Sombeval do Convers s odbočkou ze Sonceboz-Sombeval do Tavannes byla postavena společností Jura bernois (JB) a otevřena 30. dubna 1874. V Convers byly vagony pro krátký zbývající úsek do La Chaux-de-Fonds připojeny k vlakům z Neuchâtelu. Tím se prozatím podařilo vyhnout se výstavbě druhého tunelu přes kopcovitý terén před La Chaux-de-Fonds. Původní požadavek města Biel, aby byla čtvrť Pasquart obejita pomocí ostrého oblouku u Vingelz, stavbu zpozdil.
V roce 1884 změnila společnost Jura bernois svůj název na Jura–Bern–Luzern (JBL). 17. prosince 1888 bylo možné s 1618 metrů dlouhým tunelem Crosettes uvést do provozu přímé spojení do La Chaux-de-Fonds. Tím se podařilo vyhnout se zdlouhavému přepojování vagónů v Convers a JBL se stala nezávislou na jízdním řádu nyní samostatné společnosti Jura neuchâtelois (JN). Z vojenských důvodů se s uzavřením úseku z Le Creux do Convers počkalo až do roku 1895.
1. ledna 1891 byla JBL převzata společností Jura-Simplon-Bahn (JS), která se 1. května 1903 stala součástí Švýcarských spolkových drah (SBB). Dne 15. května 1934 byl zahájen elektrický provoz na úseku Biel/Bienne – Sonceboz-Sombeval a dne 15. července 1934 na zbývajícím úseku do La Chaux-de-Fonds.

## Popis trati

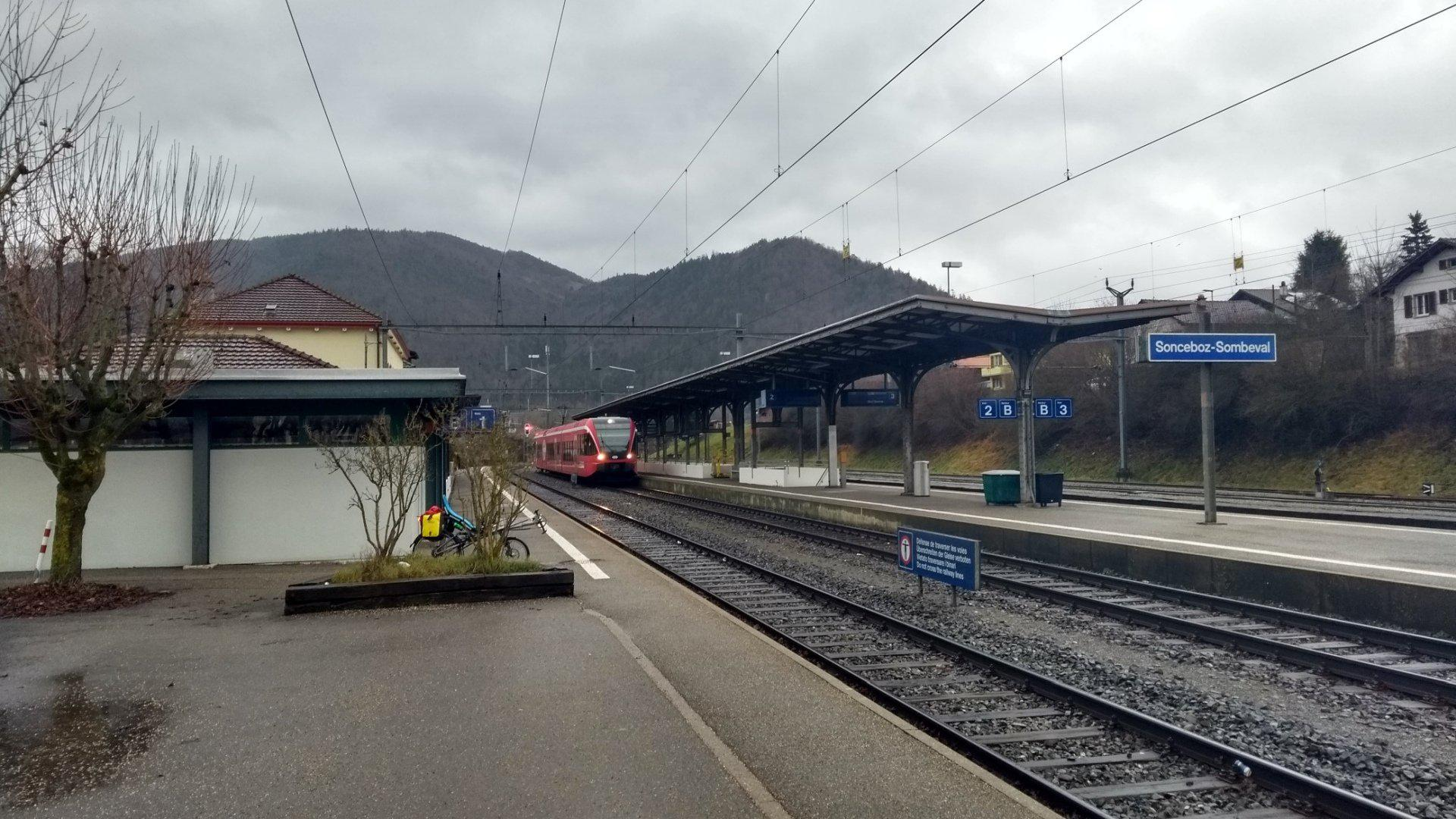
Železniční stanice Sonceboz-Sombeval

Po odjezdu z Bielu trať rychle nabírá výšku, což cestujícím umožňuje výhled na Biel a oblast tří jezer (Bielské, Neuchâtelské a Murtenské). Po projetí soutěskou Taubenloch dorazí vlaky do Reuchenette-Péry, kde je na trať připojena vlečka cementárny. Podél řeky Suze a dálnice Transjurane vede trať do Sonceboz-Sombeval, kde se odpojuje trať do Tavannes a Moutier. Přes Courtelary se vlaky dostávají do Saint-Imier, hlavního města údolí Vallon de Saint-Imier. Trať dále stoupá údolím k bývalé zastávce Le Creux, kde vlaky vjíždějí do tunelu Crosettes. Poté vede trať společně s tratí z Neuchâtelu do stanice La Chaux-de-Fonds, kde končí.

## Provoz na trati
Původně byla trať Biel – Sonceboz-Sombeval součástí mezinárodního spojení do Moutier, Delémontu a francouzského města Belfort. Otevření tunelu Grenchenberg v roce 1915 degradovalo trať přes Sonceboz-Sombeval do Moutier na vedlejší trať.
Po trati jezdí v hodinovém taktu vlaky RegioExpress za 40 minut a Regio za 56 minut z Bielu do La Chaux-de-Fonds a zpět. Regionální vlaky se v Sonceboz-Sombeval dělí, přičemž jedna část jede do La Chaux-de-Fonds a druhá přes Moutier do Solothurnu. Od prosince 2020 jezdí vlaky mezi Bielem a La Chaux-de-Fonds resp. Moutier s jednotkami vlaky typu Domino.
Nákladní doprava je zastoupena zejména obsluhou cementárny v Reuchenette-Péry.